# Lishana deni jezik
Lishana deni jezik /=naš jezik; ISO 639-3: lsd/ jezik istočnoaramejske skupine kojim govori 7 500 ljudi (1999 H. Mutzafi) u i oko Jeruzalema u Izraelu. Izvorno se govorio u gradu Zakho i susjednim selima u sjevernom Iraku, na granici s Turskom.
Lishana deni ima nekoliko dijalekata koji su dobili imena po lokalitetima: zakho, amadiya, barashe, shukho, nerwa, dohuk, atrush, bétanure. Pismo: hebrejsko.

## Vanjske poveznice
- Ethnologue (14th)
- Ethnologue (15th)